# Мирослав Лібер
Мирослав Лібер (нар. 01. 04. 1915, с. Черче, нині Рогатин. Івано-Франківська область — пом. 18. 12. 1997, м. Кравн-Пойнт, шт. Індіана, США) — американський хімік українського походження, громадський діяч.

## Життєпис
Закінчив Малу духовну семінарію у м. Рогатин (1935), Хімічну школу в м. Радом (Польща, 1940), Політехніку в м. Дорнштадт (Німеччина, 1947).
У 1943–49 студіював і працював у Німеччині;
У 1950–58 у м. Перт (шт. Зх. Австралія, Австралія), де працював будівельником. Заступник голови Української громади Зх. Австралії.
У 1958 переїхав до США і оселився у м. Манстер (шт. Індіана).
У 1968 здобув науковий ступінь доктора хімії в Українському технологічно-господарському інституті в м. Мюнхен (Німеччина). Викладав хімію у Північно-Західній філії Університету Індіани. Голова Українського патріархального товариства при церкві св. Йосафата, чл. Товариства українських інженерів Америки.